# Jeremiasz Jeszka
Jeremiasz Jeszka – polski fizyk, prof. dr hab. inż, specjalizujący się w fizyce polimerów.